# 上那賀町立平谷中学校
上那賀町立平谷中学校（かみなかちょうりつ ひらたにちゅうがっこう）は、徳島県那賀郡上那賀町（現・那賀町）にあった公立中学校。
2004年（平成16年）に上那賀町立宮浜中学校と共に那賀町立上那賀中学校へ統合。

## 概要

### 所在地等
- 〒771-6321 徳島県那賀上那賀町平谷字北浦9

### 関連する学校
- 那賀町立平谷小学校（旧・上那賀町立平谷小学校）